# Kolarstwo na Igrzyskach Europejskich 2019
Zawody kolarskie na Igrzyskach Europejskich 2019 w Mińsku odbyły się między 22 a 30 czerwca. Łącznie rozegrano 24 konkurencje – cztery w kolarstwie szosowym i dwadzieścia w kolarstwie torowym.
Miejscami zmagań sportowców były: dla kolarzy szosowych centrum Mińska, a dla torowców welodrom przy Mińsk Arenie.
Kolarstwo na Igrzyskach Europejskich rozgrywane jest od ich pierwszej edycji w 2015 roku.  

## Miejsca
| Miejsce/Arena                    | Dyscyplina                         | Data          | Imprezy medalowe | Pojemność                |
| -------------------------------- | ---------------------------------- | ------------- | ---------------- | ------------------------ |
| Centrum Mińska                   | Kolarstwo szosowe (wyścig uliczny) | 22–25 czerwca | 4                | Nieograniczona (stała)   |
| Welodrom kompleksu „Mińsk-Arena” | Kolarstwo torowe                   | 27–30 czerwca | 20               | 2000 (miejsc siedzących) |

## Medaliści i medalistki

### Kolarstwo szosowe
| Konkurencja                         | Złoto            | Srebro          | Brąz               |
| ----------------------------------- | ---------------- | --------------- | ------------------ |
| Wyścig ze startu wspólnego mężczyzn | Davide Ballerini | Alo Jakin       | Daniel Auer        |
| Wyścig ze startu wspólnego kobiet   | Lorena Wiebes    | Marianne Vos    | Tacciana Szarakowa |
| Indywidualna jazda na czas mężczyzn | Wasil Kiryjenka  | Nelson Oliveira | Jan Bárta          |
| Indywidualna jazda na czas kobiet   | Marlen Reusser   | Chantal Blaak   | Hayley Simmonds    |

### Kolarstwo torowe

#### Mężczyźni
| Konkurencja                        | Złoto                                                                                     | Srebro                                                                                         | Brąz                                                                                    |
| ---------------------------------- | ----------------------------------------------------------------------------------------- | ---------------------------------------------------------------------------------------------- | --------------------------------------------------------------------------------------- |
| Sprint indywidualny                | Jeffrey Hoogland                                                                          | Harrie Lavreysen                                                                               | Dienis Dmitrijew                                                                        |
| Sprint drużynowy                   | Holandia Roy van den Berg · Harrie Lavreysen · Jeffrey Hoogland · Nils van ’t Hoenderdaal | Francja Grégory Baugé · Rayan Helal · Quentin Caleyron · Quentin Lafargue                      | Wielka Brytania Jack Carlin · Jason Kenny · Ryan Owens · Joseph Truman                  |
| Wyścig drużynowy na dochodzenie    | Rosja Gleb Syrica · Nikita Biersieniew · Lew Gonow · Iwan Smirnow                         | Włochy Francesco Lamon · Carloalberto Giordani · Davide Plebani · Liam Bertazzo · Stefano Moro | Szwajcaria Théry Schir · Robin Froidevaux · Lukas Rüegg · Claudio Imhof · Nico Selenati |
| Keirin                             | Harrie Lavreysen                                                                          | Rayan Helal                                                                                    | Dienis Dmitrijew                                                                        |
| Omnium                             | Jan-Willem van Schip                                                                      | Théry Schir                                                                                    | Daniel Staniszewski                                                                     |
| Madison                            | Szwajcaria Robin Froidevaux · Tristan Marguet                                             | Holandia Jan-Willem van Schip · Yoeri Havik                                                    | Austria Andreas Graf · Andreas Müller                                                   |
| Wyścig na 1000 metrów              | Tomáš Bábek                                                                               | Francesco Lamon                                                                                | Krzysztof Maksel                                                                        |
| Wyścig indywidualny na dochodzenie | Iwan Smirnow                                                                              | Davide Plebani                                                                                 | Claudio Imhof                                                                           |
| Wyścig punktowy                    | Christos Wolikakis                                                                        | Jan-Willem van Schip                                                                           | Dmitrij Muchomiedjarow                                                                  |
| Scratch                            | Christos Wolikakis                                                                        | Filip Prokopyszyn                                                                              | Jauhienij Karalok                                                                       |

#### Kobiety
| Konkurencja                        | Złoto                                                                       | Srebro                                                                        | Brąz                                                                                  |
| ---------------------------------- | --------------------------------------------------------------------------- | ----------------------------------------------------------------------------- | ------------------------------------------------------------------------------------- |
| Sprint indywidualny                | Anastasija Wojnowa                                                          | Mathilde Gros                                                                 | Darja Szmielowa                                                                       |
| Sprint drużynowy                   | Rosja Darja Szmielowa · Anastasija Wojnowa · Jekatierina Rogowaja           | Litwa Simona Krupeckaitė · Miglė Marozaitė                                    | Holandia Kyra Lamberink · Shanne Braspennincx · Hetty van de Wouw                     |
| Wyścig drużynowy na dochodzenie    | Włochy Elisa Balsamo · Martina Alzini · Marta Cavalli · Letizia Paternoster | Wielka Brytania Jessica Roberts · Megan Barker · Jennifer Holl · Josie Knight | Polska Katarzyna Pawłowska · Justyna Kaczkowska · Karolina Karasiewicz · Nikol Płosaj |
| Keirin                             | Simona Krupeckaitė                                                          | Shanne Braspennincx                                                           | Darja Szmielowa                                                                       |
| Omnium                             | Kirsten Wild                                                                | Jewgienija Augustinas                                                         | Elisa Balsamo                                                                         |
| Madison                            | Wielka Brytania Jessica Roberts · Megan Barker                              | Holandia Kirsten Wild · Amber van der Hulst                                   | Rosja Diana Klimowa · Marija Nowołodska                                               |
| Wyścig na 500 metrów               | Darja Szmielowa                                                             | Ołena Starikowa                                                               | Miriam Vece                                                                           |
| Wyścig indywidualny na dochodzenie | Tacciana Szarakowa                                                          | Marta Cavalli                                                                 | Tamara Dronowa                                                                        |
| Wyścig punktowy                    | Hanna Sołowej                                                               | Verena Eberhardt                                                              | Jarmila Machačová                                                                     |
| Scratch                            | Kirsten Wild                                                                | Martina Fidanza                                                               | Hanna Cierach                                                                         |